# Mohamed Lacet
Mohamed Lacet (en arabe : محمد لاصات) est un entraîneur de football algérien né le 18 juin 1967 à Alger.

## Carrière

### Entraîneur

#### Algérie -17 ans (2019-2021)
Mohamed Lacet dirige l'équipe d'Algérie des moins de 17 ans où il l'a qualifiée à la CAN U17 2021 au Maroc, mais elle a été annulée par la suite à cause de la pandémie de Covid-19.

#### Algérie -20 ans (2021-2022)
Il a été l'entraîneur de l'équipe d'Algérie des moins de 20 ans, où il a atteint la finale du championnat arabe des moins de 20 ans, en Égypte, en 2021.

#### JS Kabylie (2023-2025)
En mai 2023, il devient l'entraîneur adjoint de Youcef Bouzidi, à la JS Kabylie. En octobre 2023, il devient l'entraîneur par intérim de la JS Kabylie, à la suite du congédiement de Youcef Bouzidi. Le même mois, après un match gagné en tant qu'entraîneur en chef des Canaris, il redevient l'entraîneur adjoint du club kabyle, à la suite de l'arrivée du portugais Rui Almeida, à la barre technique. En janvier 2024, il devient une nouvelle fois l'entraîneur par intérim de la JSK, à la suite du congédiement de Rui Almeida. Le même mois, après un autre match gagné en tant qu'entraîneur en chef des Kabyles, il quitte définitivement la JSK, à la suite de l'arrivée d'Azzedine Aït Djoudi, à la barre technique. En juillet 2024, il revient à la JS Kabylie, en tant qu'entraîneur adjoint d'Abdelhak Benchikha. En janvier 2025, après l'abandon d'Abdelhak Benchikha, il devient pour la troisième fois de sa carrière l'entraîneur intérimaire du club kabyle, en compagnie de Farid Zemiti. Le même mois, après avoir dirigé deux matchs avec Farid Zemiti (un nul et une défaite), il quitte la JSK, à la suite de l'arrivée de l'allemand Josef Zinnbauer.

## Palmarès

### Entraîneur
Algérie -20 ans
- Championnat arabe -20 ans :
  - Finaliste : 2021.